# Август (герцог Саксен-Гота-Альтенбурга)
Эмиль Леопольд Август Саксен-Гота-Альтенбургский (нем. Emil Leopold August von Sachsen-Gotha-Altenburg; 23 ноября 1772, Гота — 27 мая 1822, там же) — предпоследний правитель тюрингенского герцогства Саксен-Гота-Альтенбург из побочной линии эрнестинской линии Веттинов.

## Биография
Август — второй сын герцога Эрнста II Саксен-Гота-Альтенбургского и его супруги Шарлотты Саксен-Мейнингенской. Был назван в честь дяди, принца Августа, тогда как его старший брат был назван в честь отца. Август стал наследным принцем после ранней смерти старшего брата Эрнста.  В юности Август получил великолепное образование, его симпатизировавшее якобинцам окружение привило ему новые идеалы свободы, равенства и братства.
25 декабря 1799 года был награждён орденом Св. Андрея Первозванного.
Уже к моменту своего прихода к власти Август прослыл пылким почитателем Наполеона, что принесло свои плоды во время Наполеоновских войн. В 1806 году Саксен-Гота-Альтенбург присоединился к Рейнскому союзу. Во время наступления французской армии Август остался в Готе и тем самым предотвратил возможную эскалацию ситуации. Он также вступился за арестованного журналиста Рудольфа Захариаса Беккера и добился у военного коменданта его незамедлительного освобождения.

Август Альтенбургский. Художник И. Грасси.

Наполеон Бонапарт, который свои письма к Августу всегда начинал с mon cousin («мой кузен») и заканчивал votre cousin («ваш кузен»), неоднократно бывал в гостях у герцога в Готе в знак уважения, но ни разу не оставался на ночь во Фриденштайне. Август был известен как меценат и коллекционер искусства.
Карл Мария фон Вебер, чьи долги погасил Август, посвятил в благодарность ему 2-й фортепианный концерт. Август прослыл оригиналом, склонным к провокациям и шокирующим выступлениям. Иоганн Вольфганг Гёте называл его «приятным и отвратительным одновременно» и отмечал: «У меня не было поводов жаловаться на него, но всегда было боязно принимать его приглашения к столу, поскольку невозможно было предвидеть, с кем из почётных гостей он вознамерится вдруг безжалостно обойтись».
Характерным для Августа была склонность к трансвестизму, он любил показаться в женской одежде и шокировать этим готский двор. Известная художница Луиза Зайдлер, которая зимой 1811 года пребывала при готском дворе, работая над портретами герцогской семьи, описывала герцога как «самого главного оригинала своего времени», чей облик содержал нечто «дамское». В литературных работах Августа есть намёки на предположительно гомосексуальную ориентацию. В 1805 году Август написал поэтический роман «Килленион — год в Аркадии». Август также состоял в оживлённой переписке с Жаном Полем, мадам де Сталь и Беттиной Арним.
После окончательного поражения Наполеона при Ватерлоо и Венского конгресса Август был объявлен персоной нон грата в аристократических и дипломатических кругах и подвергался насмешкам со стороны националистически настроенной общественности.

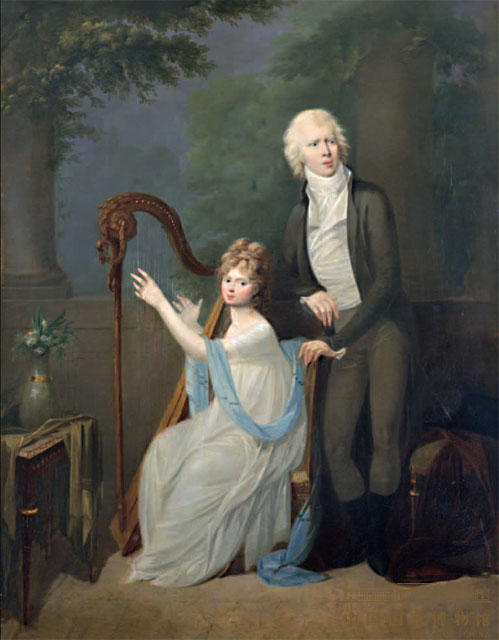
Портрет с первой женой Луизой.
Художник А. Молинари.

Обстоятельства его внезапной смерти после быстротечной болезни остались загадкой. Август был похоронен на острове на пруду в замковом парке Готы в специально сооружённой для него усыпальнице,, в которой в 1848 году была похоронена его вторая супруга Каролина Амалия Гессен-Кассельская.

## Потомки
Герцог Август был женат дважды. В браке с первой супругой Луизой Шарлоттой Мекленбург-Шверинской, дочерью герцога и будущего великого герцога Франца Фридриха I, у него родилась единственная дочь:
- Луиза (1800—1831), замужем за герцогом Эрнстом I Саксен-Кобург-Готским (1784—1844), который благодаря этому браку стал герцогом Саксен-Кобурга и Готы, затем за бароном Александром фон Ганштейном, графом Пёльцига и Байерсдорфа

Второй брак Август заключил с Каролиной Амалией Гессен-Кассельской, дочерью будущего курфюрста Гессена Вильгельма I. Брак остался бездетным. Спустя несколько лет после заключения брака супруги отдалились друг от друга, поскольку «мировоззрения обоих не оставляли точек соприкосновения». Совместные выходы в свет стали редкими к 1810 году, с 1813 года Каролина Амалия проживала не с Августом во Фриденштайне, а во дворце Фриденсталь и Готском зимнем дворце.